# Giorgian de Arrascaeta
Giorgian Daniel de Arrascaeta Benedetti (* 1. června 1994) je uruguayský fotbalista, který hraje jako záložník za Flamengo a reprezentaci Uruguaye.

## Reprezentační kariéra
S reprezentací do 20 let se zúčastnil Mistrovství světa U20 2013, na turnaji vstřelil 2 góly, ve finále ale neproměnil v rozstřelu penaltu. Uruguay skončil na 2. místě.
Za seniorskou reprezentaci debutoval v září 2014 v přátelském zápasu s Jižní Koreou.
Byl zařazen do nominace pro Copu América 2015, dostal dres s číslem 10, který v národním týmu dříve nosil třeba Diego Forlán.
Dne 6. června 2015 vstřelil de Arrascaeta svůj první gól za seniorskou reprezentaci, bylo to v přátelském zápasu s Guatemalou.
Byl zařazen do nominace pro Mistrovství světa 2018. Byl také součástí týmu na Copa América 2021, Mistrovství světa 2022 a Copa América 2024.

## Úspěchy

### Klubové
Defensor Sporting
- Primera División: 2012/13 (Torneo Clausura)

Cruzeiro
- Copa do Brasil: 2017, 2018
- Campeonato Mineiro: 2018

Flamengo
- Copa Libertadores: 2019, 2022
- Recopa Sudamericana: 2020
- Campeonato Brasileiro Série A: 2019, 2020
- Copa do Brasil: 2022, 2024
- Supercopa do Brasil: 2020, 2021, 2025
- Campeonato Carioca: 2019, 2020, 2021, 2024, 2025

### Reprezentační
Uruguay
- Copa América
  - 3. místo: 2024

### Individuální
- Tým roku Primera División: 2013/14
- Troféu Mesa Redonda: 2020, 2022
- Tým roku Campeonato Mineiro: 2015, 2017
- Nejlepší hráč Campeonato Carioca: 2022
- Nejlepší nahrávač Campeonato Carioca: 2022, 2024
- Campeonato Carioca Team of the Year: 2021, 2022, 2024
- Nejlepší nahrávač Campeonato Brasileiro Série A: 2019, 2020
- Copa do Brasil Golden Ball: 2022
- Copa do Brasil Team of the Season: 2024
- Prêmio Craque do Brasileirão: 2018, 2019, 2022
- Bola de Prata: 2019, 2020, 2022, 2023
- Nejlepší nahrávač Copa Libertadores: 2021, 2022
- Equipo Ideal de América: 2019, 2021, 2022